# 5575 Ryanpark
5575 Ryanpark è un asteroide della fascia principale. Scoperto nel 1985, presenta un'orbita caratterizzata da un semiasse maggiore pari a 3,0890916 UA e da un'eccentricità di 0,1816936, inclinata di 0,58882° rispetto all'eclittica.